# Villaggio dei Salassi della Cime noire
Il villaggio dei Salassi della Cime noire è un insediamento preromano scoperto nel Clapey di Ghiabou, sulle pendici del versante sud-occidentale della Cime noire (pron. fr. AFI: [sim nwaʁ]), nel comune di Pontey e ai confini con il territorio di Chambave, in Valle d'Aosta. Questo insediamento salasso d'alta quota risalirebbe all'Età del ferro ed è raggiungibile a piedi dalla frazione Cloutraz.

## Descrizione
Il villaggio è stato scoperto da Sergio Enrico ed Angela Pramotton nel Clapey di Ghiabiou. Il toponimo in patois valdostano è composto dal termine clapey (variante del patois pontesan quiapei, in francese clapier), che indica una pietraia particolare, senza vegetazione alcuna e composta da blocchi di pietra ad angoli vivi come se ne incontrano in quota tra i ghiacciai rocciosi e le colate detritiche dei piani nivali, e guiabio (in questo caso con grafia parzialmente italianizzata e adattata alla pronuncia del patois pontesan, in patois standard diablo), che indica il diavolo. Il Clapey di Ghiabiou è traducibile quindi come la pietraia del diavolo.
Il villaggio della Cime noire sorge su di un terrazzo panoramico, all'interno del quale si distinguono chiaramente i resti dei muri a secco di alcune decine di capanne, del tutto simili a quelle dei villaggi dei Salassi del Tantané e del Col Pierrey. Si contano in tutto una trentina di capanne.
La capanna n. 1 del villaggio si trova a quota 2335 m s.l.m. Poco distante, il lato esterno del muro di un'altra capanna è perfettamente mimetizzato con la pietraia, mentre la parte interna rivela chiaramente la sua natura di muro di sostegno.
Una delle capanne meglio conservate si trova nella parte alta del villaggio, a circa 2340 m di quota. Essa ha la forma di una mandorla lunga un metro e larga un metro e mezzo, il muro a monte è alto circa un metro e venti e le ultime pietre sporgono verso l’interno, quasi un accenno di falsa volta. Dall'interno di questa capanna sono visibili il Cervino e il Monte Rosa.
Alcuni frammenti di ceramica trovati nel sito sono simili a quelli in uso tra il V e il III secolo a.C.. 
Più in basso, salendo sulla destra della pietraia è visibile un pezzo di pietra ollare semilavorato.
Si attendono i rilievi archeologici per una datazione più precisa del sito e ulteriori ritrovamenti.
Nel 2011, il comune di Pontey ha inserito il villaggio salasso della Cime o tra i beni culturali comunali da tutelare.

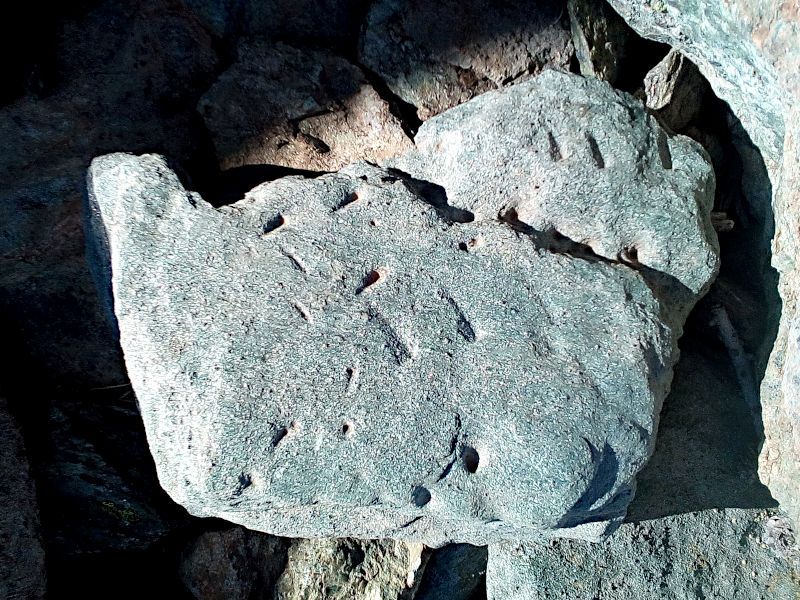
Pietra ollare semilavorata.
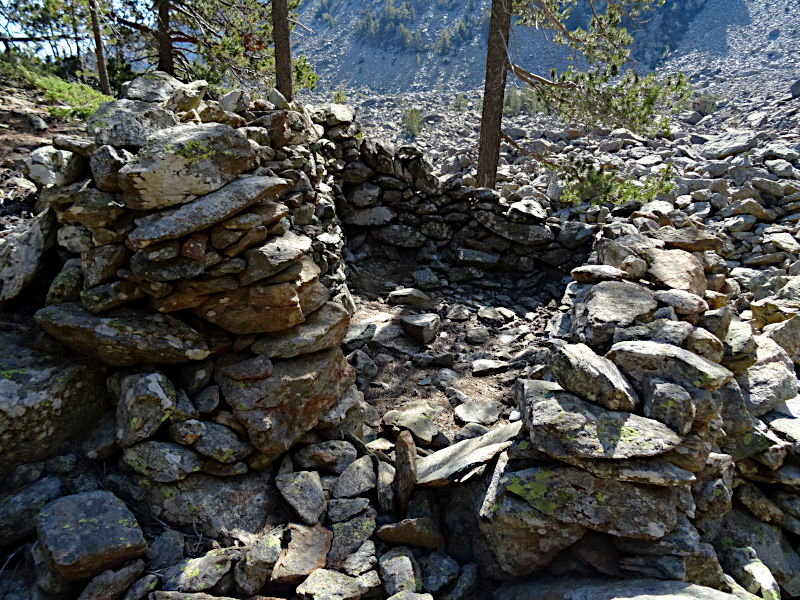
Una capanna ben conservata.
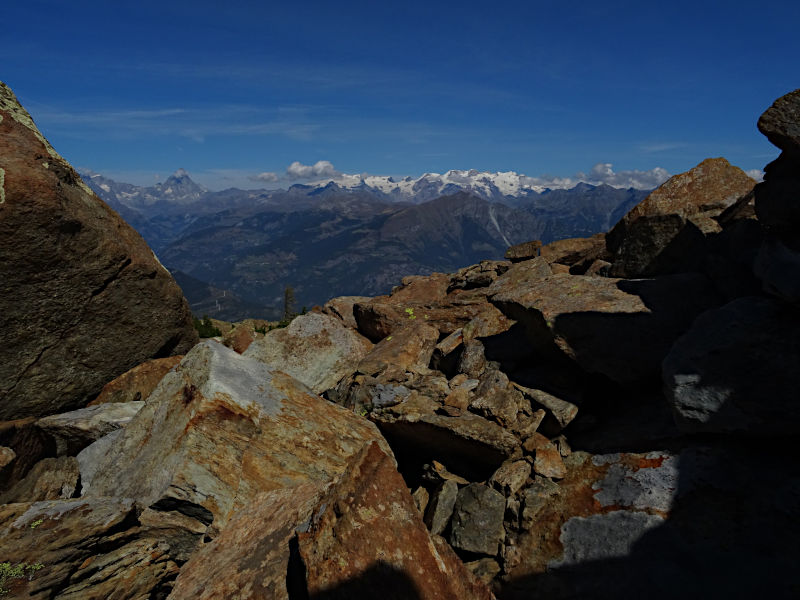
Capanna nella parte superiore del villaggio.

## Funzione dell'insediamento
Secondo un'ipotesi formulata da Damien Daudry, potrebbe «trattarsi di uno stanziamento temporaneo, rifugio provvisorio della popolazione autoctona, fuggita dai propri oppida all'arrivo nel fondovalle di popoli invasori», abitato o frequentato solo durante i momenti più crudi del conflitto che oppose i Salassi ai Romani, tra il 143 ed il 25 a.C.
Questa ipotesi sembra suffragata dal ritrovamento di una decina di analoghi villaggi d'alta quota in Valle d'Aosta, accomunati dallo stile architettonico, dalla posizione inaccessibile e in conche non visibili dal basso, spesso lontani da sorgenti d'acqua, zone coltivabili o da filoni minerari.

## Accesso
Il villaggio salasso della Cime noire è raggiungibile a piedi dalla frazione Cloutraz di Pontey, seguendo le indicazioni per la conca del Clapey di Ghiabiou. Tuttavia, una volta arrivati sulla pietraia, tra canaloni detritici e ammassi di rocce instabili, il sentiero non è più attrezzato e si sconsiglia la visita agli escursionisti non esperti.